# Wolodymyr Zych
Wolodymyr Franzowytsch Zych (* 1805 im Gouvernement Charkow, Russisches Kaiserreich; † 19. Apriljul. / 1. Mai 1837greg. in Kiew, Gouvernement Kiew, Russisches Kaiserreich) war ein ukrainischer Historiker, Professor und Rektor an der St.-Wladimir-Universität in Kiew.

## Leben
Wolodymyr Zych stammte aus einer Adelsfamilie und absolvierte 1822 das Gymnasium in Jekaterinoslaw. Anschließend besuchte der die Fakultät für Literatur an der Universität Charkow und absolvierte 1825 ein Studium zum Kandidaten der Philologie.  Ab 1831 lehrte er an der Universität Charkow politische Weltgeschichte, 1833 wurde er Doktor der Philologie und Geschichte.
Im April 1834 wurde er außerordentlicher Professor für Allgemeine Geschichte an der Kiewer St.-Wladimir-Universität, obwohl er einen berühmten Konkurrenten um die Professur hatte. Ende 1833 bewarb sich nämlich auch Nikolai Gogol, unterstützt von Alexander Puschkin und Wassili Schukowski für diesen Lehrstuhl, da er des Klimas wegen Sankt Petersburg verlassen wollte.
Im Mai 1835 wurde Zych ordentlicher Professor für Allgemeine und russische Geschichte sowie Dekan der Fakultät für Philosophie an der St.-Wladimir-Universität. Nach dem Rücktritt von Mychajlo Maxymowytsch als Rektor wurde er am 11. Dezember 1835 zum Vizerektor und amtierenden Rektor ernannt. Die offizielle Anerkennung als Rektor der Universität erhielt er am 15. Dezember 1836. Zych starb bereits 1837 im Alter von 31 Jahren in Kiew und wurde dort auf dem Friedhof von Askolds Grab beerdigt.